# Vincent T. Cullers
Vincent T. Cullers, também conhecido como Vince Cullers (Chicago, 1924 – 4 de outubro de 2003) foi um designer, profissional da propaganda e ativista pelos direitos civis norte-americano.
Inspirado pelo movimento dos direitos civis nos Estados Unidos, Vincent fundou a Vince Cullers Advertising, em 1956, sendo o primeiro negro a ser dono de uma agência de publicidade e por abrir as portas de seu negócio para minorias. Foi pioneiro na propaganda direcionada para a população negra norte-americana.

## Biografia
Vince nasceu na cidade de Chicago, em 1924, no bairro de Bronzeville. Era filho de Samuel e Letitia Terry Cullers. Vince tinha um irmão, Roosevelt, e uma irmã, Althea. Cursou o ensino médio na DuSable High School, onde foi jogador de futebol americano e ao se formar ingressou no prestigiado Art Institute of Chicago, onde estudou arte.
Com a eclosão da Segunda Guerra Mundial e a entrada dos Estados Unidos no conflito, Vince se alistou no Corpo de Fuzileiros Navais, onde se tornou artista de combate, servindo na região do sul do Pacífico. Enquanto ilustrava cenas de combate e o cotidiano das batalhas, um soldado colega de batalhão, Eugene, lhe mostrou a foto de sua prima, Marian Barnett, de Champaign, Illinois, por quem Vince se apaixonou. Ao retornar para Chicago, os dois foram formalmente apresentados, começaram a sair e se casaram, tendo dois filhos, Vincent Jr. e Jeffery.
Por volta dessa época, Vince já possuía um bom portfólio e começou a procurar emprego como ilustrador em várias agências de publicidade de Chicago e Nova Iorque. Porém, a segregação e o racismo o impediam de conseguir o emprego desejado. Segundo seu filho, Jeffery:
| “ | Naqueles dias, nenhum negro trabalhava em publicidade. Eles não só não passavam da porta, como também não passavam além do recepção. | ” |

Vince trabalhou como ilustrador freelance até que em 1953 ele conseguiu um cargo de diretor de arte da revista Ebony, o que lhe rendeu o dinheiro necessário para começar seu próprio negócio. Era o auge do movimento dos direitos civis. Em 1954, a Suprema Corte julgou o Brown v. Board of Education, onde reconheceu a inconstitucionalidade da segregação racial nas escolas. Um ano depois, a recusa de Rosa Parks em ceder seu assento no ônibus levou ao boicote aos ônibus de Montgomery, no Alabama.

## Vince Cullers Advertising
Em 1956, foi a vez de Vince reagir ao mercado da publicidade que lhe fechara as portas apenas por ser negro e ele fundou a Vince Cullers Advertising. Enquanto ele cuidava da arte, sua esposa Marian era responsável pela administração, depois tornando-se vice-presidente. A missão da agência era abrir o mercado da propaganda para o público afro-americano e mudar a forma como a propaganda era feita para este público.
Por anos, a agência foi um polo de criação e escola para jovens estudantes de publicidade. Vince se tornou professor e empregador de muitos deles, devido à ausência de profissionais negros capacitados no mercado. Seu pioneirismo inspirou uma geração de publicitários e designers negros. Sua agência mudou a forma como a propaganda era direcionada à população afro-americana. Ao invés de usar estratégias criadas por brancos, ele criou estratégias específicas para a população negra, algo que outras agências não tinham.
O começo foi modesto para a agência. Em seu ano de fundação, o faturamento foi de menos de dez mil dólares. Clientes brancos eram relutantes em investir em propaganda criada e voltada para negros. Entretanto, a existência da agência em si já quebrava barreiras e preconceitos para a época. Em 1968, um grande contrato foi assinado com a Tabacos Lorillard, Inc.. Recusando-se a usar os vícios do mercado, Vince criou uma campanha que estrelava um homem negro usando a tradicional roupa dashiki, roupa tradicional usada na África. Em seguida, a Johnson & Johnson contratou Vince para sua campanha do Afro-Sheen, linha de produtos capilares para negros, famosa pela criação do slogan "Wantu Wazuri".
Outros clientes atendidos pela agência foram a Pizza Hut, Sears e a Kellogg's, entre outros. Em 1973, o faturamento anual já era de US$2,5 milhões. Em 1990 foi de US$ 20 milhões. Além da propaganda impressa e na televisão, a agência também ajudou a produzir programas de TV, como o "Soul Train TV" e no programa de rádio "Lu's Notebook", que ficou no ar por dez anos.

## Últimos anos
Em 1997 a agência passou por uma reestruturação. Vince passou o comando do negócio para seu filho mais novo, Jeffery Cullers, mas continuou como presidente. Em 2002, devido a problemas de saúde, Vince se aposentou e passou o comando integral ao filho.

## Morte
Vince morreu em 4 de outubro de 2003, aos 79 anos, no hospital Kindred Chicago Lakeshore, devido a uma insuficiência cardíaca. Ele foi sepultado no Cemitério Lincoln, no subúrbio de Chicago.